# Mistrzostwa Świata w Hokeju na Lodzie 2009 (elita)
Mistrzostwa Świata w Hokeju na Lodzie Elity 2009 odbyły się w szwajcarskich miastach: Berno oraz Kloten w dniach 24 kwietnia – 10 maja. Był to 73 turniej o złoty medal mistrzostw świata. Mecze rozgrywane były w Szwajcarii po raz dziesiąty w historii, a po raz pierwszy od jedenastu lat. Wtedy najlepszą drużyną została Szwecja, która w dwumeczu finałowym wygrała z Finlandią 1:0.
W tej części mistrzostw uczestniczyły najlepsze 16 drużyn na świecie. System rozgrywania meczów był inny niż w niższych dywizjach. Najpierw odbywały się dwie fazy grupowe, a potem systemem pucharowym 8 drużyn walczyło o mistrzostwo. Najgorsze drużyny w pierwszej fazie grupowej grały między sobą o utrzymanie w fazie grupowej. Dwie ostatnie drużyny spadły do I dywizji. 
Hale, w których odbyły się zawody to: 
- PostFinance Arena w Bernie (o pojemności 17 000 miejsc),
- Eishalle Schluefweg w Kloten (o pojemności 9 000 miejsc)

Mecze na terenie Polski oglądać można było w komercyjnych stacjach: Polsat Sport oraz Polsat Sport Extra.

## Pierwsza faza grupowa

### Grupa A
Wyniki
| 24 kwietnia 2009 | Białoruś | 1:6 | Kanada | Eishalle Schluefweg, Kloten |

| Szczegóły      | Szczegóły               | Szczegóły       | Szczegóły | Szczegóły                                                                      |
| -------------- | ----------------------- | --------------- | --- | ------------------------------------------------------------------------------ |
| Godzina: 16:15 | M. Hrabouski 52:44 (EQ) | (0:2, 0:0, 1:4) | 01:05 (EQ) S. Stamkos 14:29 (PP) S. Stamkos 44:27 (EQ) J. Spezza 46:01 (EQ) M. Fisher 50:44 (EQ) D. Heatley 54:05 (EQ) D. Heatley | Widzów: 5232 Sędzia główny: Sami Partanen Sędziowie liniowi: Jyri Petteri Ronn |

| 24 kwietnia 2009 | Słowacja | 4:3 | Węgry | Eishalle Schluefweg, Kloten |

| Szczegóły      | Szczegóły                                                                               | Szczegóły       | Szczegóły                                                       | Szczegóły                                                                    |
| -------------- | --------------------------------------------------------------------------------------- | --------------- | --------------------------------------------------------------- | ---------------------------------------------------------------------------- |
| Godzina: 20:15 | Š. Ružička 01:46 (EQ) Ľ. Bartečko 38:13 (EQ) M. Hossa 39:04 (EQ) Ľ. Bartečko 59:47 (EQ) | (1:0, 2:1, 1:2) | 22:01 (EQ) R. Holéczy 42:52 (EQ) I. Peterdi 54:04 (PP) T. Sille | Widzów: 4773 Sędzia główny: Brent Reiber Sędziowie liniowi: Vladimír Šindler |

| 26 kwietnia 2009 | Słowacja | 1:2 pk. | Białoruś | Eishalle Schluefweg, Kloten |

| Szczegóły      | Szczegóły           | Szczegóły                 | Szczegóły                                   | Szczegóły                                                                        |
| -------------- | ------------------- | ------------------------- | ------------------------------------------- | -------------------------------------------------------------------------------- |
| Godzina: 16:15 | M. Hossa 57:06 (EQ) | (0:0, 0:1, 1:0, 0:0, 0:1) | 33:17 (EQ) A. Staś 65:00 (PS) A. Antonienka | Widzów: 5256 Sędzia główny: Wiaczesław Bułanow Sędziowie liniowi: Rafael Kadyrow |

| 26 kwietnia 2009 | Kanada | 9:0 | Węgry | Eishalle Schluefweg, Kloten |

| Szczegóły      | Szczegóły | Szczegóły       | Szczegóły | Szczegóły                                                       |
| -------------- | --- | --------------- | --------- | --------------------------------------------------------------- |
| Godzina: 20:15 | M. St. Louis 05:18 (EQ) S. Weber 09:40 (PP) D. Roy 12:35 (EQ) J. Neal 12:48 (EQ) M. St. Louis 27:35 (EQ) S. Weber 29:03 (PP) M. Fisher 41:06 (PP) M. St. Louis 44:51 (EQ) J. Spezza 50:55 (EQ) | (4:0, 2:0, 3:0) |           | Sędzia główny: Rick Looker Sędziowie liniowi: Daniel Piechaczek |

| 28 kwietnia 2009 | Węgry | 1:3 | Białoruś | Eishalle Schluefweg, Kloten |

| Szczegóły      | Szczegóły             | Szczegóły       | Szczegóły                                                          | Szczegóły                                                               |
| -------------- | --------------------- | --------------- | ------------------------------------------------------------------ | ----------------------------------------------------------------------- |
| Godzina: 16:15 | I. Peterdi 25:14 (EQ) | (0:1, 1:0, 0:2) | 03:18 (PP) A. Kalużny 54:25 (EQ) A. Ugarow 59:10 (EN) M. Hrabouski | Widzów: 4710 Sędzia główny: Ole Hansen Sędziowie liniowi: Danny Kurmann |

| 28 kwietnia 2009 | Kanada | 7:3 | Słowacja | Eishalle Schluefweg, Kloten |

| Szczegóły      | Szczegóły | Szczegóły       | Szczegóły                                                     | Szczegóły                                                                      |
| -------------- | --- | --------------- | ------------------------------------------------------------- | ------------------------------------------------------------------------------ |
| Godzina: 20:15 | D. Roy 04:50 (PP) S. Doan 06:54 (PP) J. Spezza 16:51 (PP) I. White 29:39 (EQ) S. Weber 33:41 (PP) S. Stamkos 35:04 (PP) J. Spezza 42:04 (EQ) | (3:0, 3:1, 1:2) | 26:05 (EQ) T. Surový 55:40 (PP) M. Hossa 58:48 (PP) D. Graňák | Widzów: 6300 Sędzia główny: Thomas Sterns Sędziowie liniowi: Marcus Vinnerborg |

Tabela
Lp. = lokata, M = liczba rozegranych spotkań, W = Wygrane, WpD = Wygrane po dogrywce lub karnych, PpD = Porażki po dogrywce lub karnych, P = Porażki, G+ = Gole strzelone, G- = Gole stracone, Pkt = Liczba zdobytych punktów
| Lp. | Zespół   | M | Pkt | W | WpD | PpD | P | G + | G - | +/- |
| --- | -------- | - | --- | - | --- | --- | - | --- | --- | --- |
| 1   | Kanada   | 3 | 9   | 3 | 0   | 0   | 0 | 22  | 4   | +18 |
| 2   | Białoruś | 3 | 5   | 1 | 1   | 0   | 1 | 6   | 8   | -2  |
| 3   | Słowacja | 3 | 4   | 1 | 0   | 1   | 1 | 8   | 12  | -4  |
| 4   | Węgry    | 3 | 0   | 0 | 0   | 0   | 3 | 4   | 16  | -12 |

### Grupa B
Wyniki
| 24 kwietnia 2009 | Niemcy | 0:5 | Rosja | PostFinance Arena, Berno |

| Szczegóły      | Szczegóły | Szczegóły       | Szczegóły | Szczegóły                                                                       |
| -------------- | --------- | --------------- | --- | ------------------------------------------------------------------------------- |
| Godzina: 16:15 |           | (0:3, 0:0, 0:2) | 08:14 (EQ) O. Saprykin 09:27 (EQ) I. Kowalczuk 15:25 (EQ) S. Zinowjew 42:53 (EQ) A. Kurjanow 51:52 (PP) D. Zaripow | Widzów: 10570 Sędzia główny: Sören Persson Sędziowie liniowi: Marcus Vinnerborg |

| 24 kwietnia 2009 | Szwajcaria | 1:0 | Francja | PostFinance Arena, Berno |

| Szczegóły      | Szczegóły           | Szczegóły       | Szczegóły | Szczegóły                                                                 |
| -------------- | ------------------- | --------------- | --------- | ------------------------------------------------------------------------- |
| Godzina: 20:15 | M. Plüss 11:33 (PP) | (1:0, 0:0, 0:0) |           | Widzów: 11417 Sędzia główny: Rick Looker Sędziowie liniowi: Thomas Sterns |

| 26 kwietnia 2009 | Szwajcaria | 3:2 pd. | Niemcy | PostFinance Arena, Berno |

| Szczegóły      | Szczegóły                                                   | Szczegóły           | Szczegóły                                    | Szczegóły                                                                       |
| -------------- | ----------------------------------------------------------- | ------------------- | -------------------------------------------- | ------------------------------------------------------------------------------- |
| Godzina: 16:15 | R. Wick 08:36 (EQ) M. Seger 23:25 (EQ) M. Streit 61:18 (PP) | (1:1, 1:1 0:0, 1:0) | 06:26 (PP) C. Ullmann 33:02 (SH) C. Schubert | Widzów: 11423 Sędzia główny: Sami Partanen Sędziowie liniowi: Jyri Petteri Ronn |

| 26 kwietnia 2009 | Rosja | 7:2 | Francja | PostFinance Arena, Berno |

| Szczegóły      | Szczegóły | Szczegóły       | Szczegóły                                            | Szczegóły                                                              |
| -------------- | --- | --------------- | ---------------------------------------------------- | ---------------------------------------------------------------------- |
| Godzina: 20:15 | A. Radułow 01:23 (EQ) D. Zaripow 07:06 (PP) A. Radułow 07:20 (EQ) A. Pierieżogin 08:01 (EQ) A. Tierieszczenko 15:00 (PP) A. Tierieszczenko 27:23 (PP) I. Kowalczuk 49:20 (EQ) | (5:1, 1:1, 1:0) | 10:25 (EQ) K. Hecquefeuille 39:31 (EQ) L. Tardif Jr. | Widzów: 1050 Sędzia główny: Ole Hansen Sędziowie liniowi: Peter Ország |

| 28 kwietnia 2009 | Rosja | 4:2 | Szwajcaria | PostFinance Arena, Berno |

| Szczegóły      | Szczegóły                                                                                      | Szczegóły       | Szczegóły                                 | Szczegóły                                                                      |
| -------------- | ---------------------------------------------------------------------------------------------- | --------------- | ----------------------------------------- | ------------------------------------------------------------------------------ |
| Godzina: 16:15 | W. Atiuszow 02:19 (EQ) I. Kowalczuk 29:08 (EQ) A. Morozow 48:28 (EQ) A. Pierieżogin 59:45 (EN) | (1:2, 1:0, 2:0) | 09:46 (PP) R. Gardner 17:17 (PP) M. Plüss | Widzów: 11479 Sędzia główny: Vladimír Šindler Sędziowie liniowi: Derek Zalaski |

| 28 kwietnia 2009 | Francja | 2:1 | Niemcy | PostFinance Arena, Berno |

| Szczegóły      | Szczegóły                                      | Szczegóły       | Szczegóły           | Szczegóły                                                                    |
| -------------- | ---------------------------------------------- | --------------- | ------------------- | ---------------------------------------------------------------------------- |
| Godzina: 20:15 | A. Lussier 03:50 (EQ) L. Tardif Jr. 16:48 (EQ) | (2:1, 0:0, 0:0) | 04:22 (PP) J. Hecht | Widzów: 9956 Sędzia główny: Vladimír Baluška Sędziowie liniowi: Brent Reiber |

Tabela
Lp. = lokata, M = liczba rozegranych spotkań, W = Wygrane, WpD = Wygrane po dogrywce lub karnych, PpD = Porażki po dogrywce lub karnych, P = Porażki, G+ = Gole strzelone, G- = Gole stracone, Pkt = Liczba zdobytych punktów
| Lp. | Zespół     | M | Pkt | W | WpD | PpD | P | G + | G - | +/- |
| --- | ---------- | - | --- | - | --- | --- | - | --- | --- | --- |
| 1   | Rosja      | 3 | 9   | 3 | 0   | 0   | 0 | 16  | 4   | +12 |
| 2   | Szwajcaria | 3 | 5   | 1 | 1   | 0   | 1 | 6   | 6   | 0   |
| 3   | Francja    | 3 | 3   | 1 | 0   | 0   | 2 | 4   | 9   | -5  |
| 4   | Niemcy     | 3 | 1   | 0 | 0   | 1   | 2 | 3   | 10  | -7  |

### Grupa C
Wyniki
| 25 kwietnia 2009 | Stany Zjednoczone | 4:2 | Łotwa | PostFinance Arena, Berno |

| Szczegóły      | Szczegóły                                                                                   | Szczegóły       | Szczegóły                                     | Szczegóły                                                               |
| -------------- | ------------------------------------------------------------------------------------------- | --------------- | --------------------------------------------- | ----------------------------------------------------------------------- |
| Godzina: 16:15 | J. Johnson 11:15 (EQ) D. Stafford 31:13 (EQ) J. Johnson 35:31 (EQ) P. O’Sullivan 46:03 (EQ) | (1:1, 2:1, 1:0) | 04:40 (PP) H. Vasiļjevs 26:39 (EQ) M. Karsums | Widzów: 7840 Sędzia główny: Ole Hansen Sędziowie liniowi: Danny Kurmann |

| 25 kwietnia 2009 | Szwecja | 7:1 | Austria | PostFinance Arena, Berno |

| Szczegóły      | Szczegóły | Szczegóły       | Szczegóły           | Szczegóły                                                                        |
| -------------- | --- | --------------- | ------------------- | -------------------------------------------------------------------------------- |
| Godzina: 20:15 | K. Jönsson 01:37 (EQ) M. Johansson 11:49 (EQ) M. Nilson 12:46 (EQ) M. Weinhandl 41:22 (EQ) M. Weinhandl 47:00 (EQ) J. Harju 49:04 (EQ) L. Eriksson 49:46 (EQ) | (3:0, 0:1, 4:0) | 31:55 (EQ) M. Oraze | Widzów: 6175 Sędzia główny: Wiaczesław Bułanow Sędziowie liniowi: Rafael Kadyrow |

| 27 kwietnia 2009 | Stany Zjednoczone | 6:1 | Austria | PostFinance Arena, Berno |

| Szczegóły      | Szczegóły | Szczegóły       | Szczegóły              | Szczegóły                                                                     |
| -------------- | --- | --------------- | ---------------------- | ----------------------------------------------------------------------------- |
| Godzina: 16:15 | D. Brown 15:11 (EQ) D. Stafford 31:04 (EQ) P. O’Sullivan 40:25 (EQ) J. Blake 47:56 (PP) L. Stempniak 52:06 (PP) M. Niskanen 55:55 (PP) | (1:0, 1:1, 4:1) | 34:26 (EQ) M. Peintner | Widzów: 3779 Sędzia główny: Vladimír Šindler Sędziowie liniowi: Derek Zalaski |

| 27 kwietnia 2009 | Łotwa | 3:2 pk. | Szwecja | PostFinance Arena, Berno |

| Szczegóły      | Szczegóły                                                          | Szczegóły                 | Szczegóły                                   | Szczegóły                                                                    |
| -------------- | ------------------------------------------------------------------ | ------------------------- | ------------------------------------------- | ---------------------------------------------------------------------------- |
| Godzina: 20:15 | M. Rēdlihs 30:20 (PP) L. Dārziņš 39:15 (EQ) A. Ņiživijs 65:00 (PS) | (0:1, 2:0, 0:1, 0:0, 1:0) | 15:26 (EQ) L. Omark 40:44 (PP) M. Johansson | Widzów: 4421 Sędzia główny: Vladimír Baluška Sędziowie liniowi: Brent Reiber |

| 29 kwietnia 2009 | Austria | 0:2 | Łotwa | PostFinance Arena, Berno |

| Szczegóły      | Szczegóły | Szczegóły       | Szczegóły                                   | Szczegóły                                                                      |
| -------------- | --------- | --------------- | ------------------------------------------- | ------------------------------------------------------------------------------ |
| Godzina: 16:15 |           | (0:1, 0:0, 0:1) | 19:15 (EQ) M. Cipulis 54:56 (EQ) G. Džeriņš | Widzów: 5274 Sędzia główny: Sami Partanen Sędziowie liniowi: Daniel Piechaczek |

| 29 kwietnia 2009 | Szwecja | 6:5 pd. | Stany Zjednoczone | PostFinance Arena, Berno |

| Szczegóły      | Szczegóły | Szczegóły            | Szczegóły | Szczegóły                                                                     |
| -------------- | --- | -------------------- | --- | ----------------------------------------------------------------------------- |
| Godzina: 20:15 | M. Weinhandl 25:07 (PP) M. Nilson 26:42 (EQ) M. Johansson 48:46 (EQ) N. Persson 52:45 (SH) M. Weinhandl 56:19 (EQ) K. Huselius 61:59 (EQ) | (0:1, 2:2, 3:2, 1:0) | 14:11 (EQ) P. O’Sullivan 29:58 (PP) J.M. Liles 37:26 (PP) R. Shannon 44:06 (EQ) R. Shannon 48:46 (EQ) J. Johnson | Widzów: 9876 Sędzia główny: Peter Ország Sędziowie liniowi: Jyri Petteri Ronn |

Tabela
Lp. = lokata, M = liczba rozegranych spotkań, W = Wygrane, WpD = Wygrane po dogrywce lub karnych, PpD = Porażki po dogrywce lub karnych, P = Porażki, G+ = Gole strzelone, G- = Gole stracone, Pkt = Liczba zdobytych punktów
| Lp. | Zespół  | M | Pkt | W | WpD | PpD | P | G + | G - | +/- |
| --- | ------- | - | --- | - | --- | --- | - | --- | --- | --- |
| 1   | USA     | 3 | 7   | 2 | 0   | 1   | 0 | 15  | 9   | +6  |
| 2   | Szwecja | 3 | 6   | 1 | 1   | 1   | 0 | 15  | 9   | +6  |
| 3   | Łotwa   | 3 | 5   | 1 | 1   | 0   | 1 | 7   | 6   | +1  |
| 4   | Austria | 3 | 0   | 0 | 0   | 0   | 3 | 2   | 15  | -13 |

### Grupa D
Wyniki
| 25 kwietnia 2009 | Norwegia | 0:5 | Finlandia | Eishalle Schluefweg, Kloten |

| Szczegóły      | Szczegóły | Szczegóły       | Szczegóły | Szczegóły                                                                    |
| -------------- | --------- | --------------- | --- | ---------------------------------------------------------------------------- |
| Godzina: 16:15 |           | (0:3, 0:1, 0:1) | 13:44 (PP) A. Miettinen 16:19 (PP) J. Immonen 19:58 (PP) N. Kapanen 34:20 (EQ) M. Pyörälä 44:10 (PP) M. Lehtonen | Widzów: 5269 Sędzia główny: Vladimír Baluška Sędziowie liniowi: Peter Ország |

| 25 kwietnia 2009 | Czechy | 5:0 | Dania | Eishalle Schluefweg, Kloten |

| Szczegóły      | Szczegóły                                                                                              | Szczegóły       | Szczegóły | Szczegóły                                                                      |
| -------------- | --- | --------------- | --------- | ------------------------------------------------------------------------------ |
| Godzina: 20:15 | J. Hlinka 06:09 (EQ) J. Marek 31:07 (PP) P. Čajánek 35:18 (PP) A. Hemský 37:24 (PP) J. Jágr 50:46 (PP) | (1:0, 3:0, 1:0) |           | Widzów: 4342 Sędzia główny: Daniel Piechaczek Sędziowie liniowi: Derek Zalaski |

| 27 kwietnia 2009 | Czechy | 5:2 | Norwegia | Eishalle Schluefweg, Kloten |

| Szczegóły      | Szczegóły                                                                                                 | Szczegóły       | Szczegóły                                             | Szczegóły                                                                      |
| -------------- | --- | --------------- | ----------------------------------------------------- | ------------------------------------------------------------------------------ |
| Godzina: 16:15 | J. Marek 05:20 (EQ) P. Čajánek 09:35 (PP) J. Vašíček 12:19 (EQ) M. Blaťák 32:34 (EQ) J. Klepiš 51:14 (EQ) | (3:0, 1:2, 1:0) | 21:49 (EQ) T. Jakobsen 39:52 (PP) M. Zuccarello Aasen | Widzów: 3583 Sędzia główny: Sören Persson Sędziowie liniowi: Marcus Vinnerborg |

| 27 kwietnia 2009 | Finlandia | 5:1 | Dania | Eishalle Schluefweg, Kloten |

| Szczegóły      | Szczegóły | Szczegóły       | Szczegóły              | Szczegóły                                                                  |
| -------------- | --- | --------------- | ---------------------- | -------------------------------------------------------------------------- |
| Godzina: 20:15 | A. Miettinen 17:40 (EQ) T. Pihlman 21:58 (PP) A. Miettinen 34:42 (EQ) N. Kapanen 51:51 (PP) N. Kapanen 59:42 (PP) | (1:1, 2:0, 2:0) | 10:03 (EQ) J. Jakobsen | Widzów: 3929 Sędzia główny: Danny Kurmann Sędziowie liniowi: Thomas Sterns |

| 29 kwietnia 2009 | Dania | 4:5 pd. | Norwegia | Eishalle Schluefweg, Kloten |

| Szczegóły      | Szczegóły                                                                               | Szczegóły            | Szczegóły | Szczegóły                                                                        |
| -------------- | --------------------------------------------------------------------------------------- | -------------------- | --- | -------------------------------------------------------------------------------- |
| Godzina: 16:15 | A. Sundberg 04:56 (EQ) J. Damgaard 09:33 (EQ) M. Green 21:02 (EQ) D. Nielsen 46:22 (PP) | (2:2, 1:1, 1:1, 0:1) | 05:40 (EQ) P. Thoresen 13:50 (SH) A. Bastiansen 36:18 (PP) T. Vikingstad 44:51 (PP) M. Zuccarello Aasen 61:06 (EQ) T. Jakobsen | Widzów: 4496 Sędzia główny: Wiaczesław Bułanow Sędziowie liniowi: Rafael Kadyrow |

| 29 kwietnia 2009 | Finlandia | 4:3 | Czechy | Eishalle Schluefweg, Kloten |

| Szczegóły      | Szczegóły                                                                                | Szczegóły       | Szczegóły                                                        | Szczegóły                                                                |
| -------------- | ---------------------------------------------------------------------------------------- | --------------- | ---------------------------------------------------------------- | ------------------------------------------------------------------------ |
| Godzina: 20:15 | N. Kapanen 09:32 (EQ) V. Koistinen 23:52 (PP) N. Kapanen 38:56 (PP) N. Hagman 51:59 (EQ) | (1:2, 2:1, 1:0) | 10:14 (SH) T. Rolinek 13:30 (EQ) M. Blaťák 23:10 (PP) A. Kotalík | Widzów: 6456 Sędzia główny: Rick Looker Sędziowie liniowi: Sören Persson |

Tabela
Lp. = lokata, M = liczba rozegranych spotkań, W = Wygrane, WpD = Wygrane po dogrywce lub karnych, PpD = Porażki po dogrywce lub karnych, P = Porażki, G+ = Gole strzelone, G- = Gole stracone, Pkt = Liczba zdobytych punktów
| Lp. | Zespół    | M | Pkt | W | WpD | PpD | P | G + | G - | +/- |
| --- | --------- | - | --- | - | --- | --- | - | --- | --- | --- |
| 1   | Finlandia | 3 | 9   | 3 | 0   | 0   | 0 | 14  | 4   | +10 |
| 2   | Czechy    | 3 | 6   | 2 | 0   | 0   | 1 | 13  | 6   | +7  |
| 3   | Norwegia  | 3 | 2   | 0 | 1   | 0   | 2 | 7   | 14  | -7  |
| 4   | Dania     | 3 | 1   | 0 | 0   | 1   | 2 | 5   | 15  | -10 |

## Druga faza grupowa

### Grupa E
Wyniki
| 30 kwietnia 2009 | Rosja | 6:5 pd. | Szwecja | PostFinance Arena, Berno |

| Szczegóły      | Szczegóły | Szczegóły            | Szczegóły | Szczegóły                                                                 |
| -------------- | --- | -------------------- | --- | ------------------------------------------------------------------------- |
| Godzina: 16:15 | I. Nikulin 11:56 (PP) O. Saprykin 14:10 (EQ) D. Kalinin 27:16 (EQ) S. Moziakin 50:07 (EQ) W. Proszkin 57:38 (PP) D. Kalinin 64:04 (EQ) | (2:2, 1:1, 2:2, 1:0) | 02:53 (EQ) R. Wallin 18:15 (EQ) A. Strålman 23:27 (EQ) N. Persson 49:45 (EQ) K. Huselius 58:46 (EQ) K. Huselius | Widzów: 7465 Sędzia główny: Danny Kurmann Sędziowie liniowi: Brent Reiber |

| 30 kwietnia 2009 | Szwajcaria | 1:2 pk. | Łotwa | PostFinance Arena, Berno |

| Szczegóły      | Szczegóły            | Szczegóły                 | Szczegóły                                    | Szczegóły                                                                     |
| -------------- | -------------------- | ------------------------- | -------------------------------------------- | ----------------------------------------------------------------------------- |
| Godzina: 20:15 | A. Ambühl 58:29 (PP) | (0:1, 0:0, 1:0, 0:0, 0:1) | 15:30 (PP) M. Cipulis 65:00 (PS) A. Ņiživijs | Widzów: 9771 Sędzia główny: Vladimír Baluška Sędziowie liniowi: Derek Zalaski |

| 1 maja 2009 | Stany Zjednoczone | 6:2 | Francja | PostFinance Arena, Berno |

| Szczegóły      | Szczegóły | Szczegóły       | Szczegóły                                        | Szczegóły                                                               |
| -------------- | --- | --------------- | ------------------------------------------------ | ----------------------------------------------------------------------- |
| Godzina: 20:15 | K. Okposo 04:02 (PP) D. Backes 10:38 (PP) R. Shannon 24:51 (EQ) K. Ballard 27:29 (EQ) P. O’Sullivan 30:31 (EQ) J. Johnson 49:55 (PP) | (2:0, 3:2, 1:0) | 29:41 (PP) Y. Treille 31:47 (PP) P. É. Bellemare | Widzów: 4213 Sędzia główny: Ole Hansen Sędziowie liniowi: Sami Partanen |

| 2 maja 2009 | Francja | 1:7 | Łotwa | PostFinance Arena, Berno |

| Szczegóły      | Szczegóły                | Szczegóły       | Szczegóły | Szczegóły                                                                     |
| -------------- | ------------------------ | --------------- | --- | ----------------------------------------------------------------------------- |
| Godzina: 16:15 | L. Tardif Jr. 51:38 (PP) | (0:1, 0:2, 1:4) | 07:29 (PP) A. Ņiživijs 21:19 (EQ) M. Cipulis 23:55 (EQ) L. Dārziņš 46:39 (EQ) K. Skrastiņš 48:18 (EQ) A. Jerofejevs 52:24 (EQ) Ģ. Ankipāns 52:39 (EQ) M. Cipulis | Widzów: 6472 Sędzia główny: Sami Partanen Sędziowie liniowi: Vladimír Šindler |

| 2 maja 2009 | Rosja | 4:1 | Stany Zjednoczone | PostFinance Arena, Berno |

| Szczegóły      | Szczegóły                                                                                     | Szczegóły       | Szczegóły               | Szczegóły                                                                       |
| -------------- | --------------------------------------------------------------------------------------------- | --------------- | ----------------------- | ------------------------------------------------------------------------------- |
| Godzina: 20:15 | O. Saprykin 05:01 (PP) A. Pierieżogin 09:51 (PP) S. Moziakin 17:06 (EQ) A. Radułow 21:36 (PP) | (3:1, 1:0, 0:0) | 03:16 (EQ) L. Stempniak | Widzów: 10230 Sędzia główny: Jyri Petteri Ronn Sędziowie liniowi: Derek Zalaski |

| 3 maja 2009 | Szwajcaria | 1:4 | Szwecja | PostFinance Arena, Berno |

| Szczegóły      | Szczegóły          | Szczegóły       | Szczegóły                                                                           | Szczegóły                                                                    |
| -------------- | ------------------ | --------------- | ----------------------------------------------------------------------------------- | ---------------------------------------------------------------------------- |
| Godzina: 16:15 | R. Lemm 56:44 (PP) | (0:1, 0:1, 1:2) | 05:47 (EQ) J. Oduya 24:59 (PP) J. Harju 46:41 (EQ) L. Omark 55:06 (EQ) J. Andersson | Widzów: 11327 Sędzia główny: Ole Hansen Sędziowie liniowi: Jyri Petteri Ronn |

| 3 maja 2009 | Łotwa | 1:6 | Rosja | PostFinance Arena, Berno |

| Szczegóły      | Szczegóły               | Szczegóły       | Szczegóły | Szczegóły                                                                |
| -------------- | ----------------------- | --------------- | --- | ------------------------------------------------------------------------ |
| Godzina: 20:15 | H. Vasiļjevs 36:05 (PP) | (0:1 ,1:3, 0:2) | 11:43 (PP) A. Kurjanow 21:01 (EQ) A. Tierieszczenko 23:04 (PP) O. Twierdowski 23:50 (EQ) A. Kurjanow 43:38 (EQ) A. Frołow 46:28 (EQ) O. Twierdowski | Widzów: 7228 Sędzia główny: Peter Ország Sędziowie liniowi: Brent Reiber |

| 4 maja 2009 | Szwecja | 6:3 | Francja | PostFinance Arena, Berno |

| Szczegóły      | Szczegóły | Szczegóły       | Szczegóły                                                              | Szczegóły                                                                        |
| -------------- | --- | --------------- | ---------------------------------------------------------------------- | -------------------------------------------------------------------------------- |
| Godzina: 16:15 | K. Huselius 01:33 (EQ) M. Nilson 04:26 (EQ) D. Tärnström 05:56 (PP) C. Gunnarsson 21:28 (PP) J. Oduya 30:55 (EQ) K. Jönsson 45:40 (PP) | (3:0, 2:3, 1:0) | 23:21 (EQ) A. Lussier 29:25 (PP) P. É. Bellemare 36:41 (PP) S. Treille | Widzów: 5051 Sędzia główny: Vladimír Baluška Sędziowie liniowi: Vladimír Šindler |

| 4 maja 2009 | Stany Zjednoczone | 3:4 pd. | Szwajcaria | PostFinance Arena, Berno |

| Szczegóły      | Szczegóły                                                         | Szczegóły            | Szczegóły                                                                      | Szczegóły                                                                      |
| -------------- | ----------------------------------------------------------------- | -------------------- | ------------------------------------------------------------------------------ | ------------------------------------------------------------------------------ |
| Godzina: 20:15 | R. Hainsey 25:57 (PP) C. Higgins 35:08 (PP) R. Hainsey 39:48 (PP) | (0:1, 3:1, 0:1, 0:1) | 09:42 (PP) A. Ambühl 31:03 (EQ) R. Lemm 49:42 (EQ) M. Plüss 60:13 (EQ) R. Wick | Widzów: 10317 Sędzia główny: Peter Ország Sędziowie liniowi: Daniel Piechaczek |

Tabela
Lp. = lokata, M = liczba rozegranych spotkań, W = Wygrane, WpD = Wygrane po dogrywce lub karnych, PpD = Porażki po dogrywce lub karnych, P = Porażki, G+ = Gole strzelone, G- = Gole stracone, Pkt = Liczba zdobytych punktów
| Lp. | Zespół            | M | Pkt | W | WpD | PpD | P | G + | G - | +/- |
| --- | ----------------- | - | --- | - | --- | --- | - | --- | --- | --- |
| 1   | Rosja             | 5 | 14  | 4 | 1   | 0   | 0 | 27  | 11  | +16 |
| 2   | Szwecja           | 5 | 10  | 2 | 1   | 2   | 0 | 23  | 18  | +5  |
| 3   | Stany Zjednoczone | 5 | 8   | 2 | 0   | 2   | 1 | 19  | 18  | +1  |
| 4   | Łotwa             | 5 | 7   | 1 | 2   | 0   | 2 | 15  | 14  | +1  |
| 5   | Szwajcaria        | 5 | 6   | 1 | 1   | 1   | 2 | 9   | 13  | -4  |
| 6   | Francja           | 5 | 0   | 0 | 0   | 0   | 5 | 8   | 27  | -19 |

### Grupa F
Wyniki
| 30 kwietnia 2009 | Białoruś | 3:2 pd. | Norwegia | Eishalle Schluefweg, Kloten |

| Szczegóły      | Szczegóły                                                        | Szczegóły            | Szczegóły                                  | Szczegóły                                                                      |
| -------------- | ---------------------------------------------------------------- | -------------------- | ------------------------------------------ | ------------------------------------------------------------------------------ |
| Godzina: 16:15 | A. Ugarow 22:45 (PP) M. Hrabouski 41:51 (PP) R. Salej 64:35 (EQ) | (0:1, 1:1, 1:0, 1:0) | 06:15 (EQ) P. Thoresen 20:38 (PP) M. Trygg | Widzów: 3374 Sędzia główny: Daniel Piechaczek Sędziowie liniowi: Thomas Sterns |

| 30 kwietnia 2009 | Kanada | 5:1 | Czechy | Eishalle Schluefweg, Kloten |

| Szczegóły      | Szczegóły | Szczegóły       | Szczegóły            | Szczegóły                                                                           |
| -------------- | --- | --------------- | -------------------- | ----------------------------------------------------------------------------------- |
| Godzina: 20:15 | S. Stamkos 07:20 (PP) S. Stamkos 13:40 (PP) S. Weber 17:05 (PP) D. Heatley 40:22 (EQ) M. St. Louis 49:55 (EQ) | (3:0, 0:0, 2:1) | 57:20 (EQ) A. Hemský | Widzów: 5967 Sędzia główny: Wiaczesław Bułanow Sędziowie liniowi: Marcus Vinnerborg |

| 1 maja 2009 | Finlandia | 2:1 pd. | Słowacja | Eishalle Schluefweg, Kloten |

| Szczegóły      | Szczegóły                                   | Szczegóły            | Szczegóły              | Szczegóły                                                                   |
| -------------- | ------------------------------------------- | -------------------- | ---------------------- | --------------------------------------------------------------------------- |
| Godzina: 20:15 | S. Kapanen 15:05 (SH) S. Kapanen 63:39 (EQ) | (1:0, 0:1, 0:0, 1:0) | 22:01 (EQ) Ľ. Bartečko | Widzów: 4444 Sędzia główny: Rafael Kadyrow Sędziowie liniowi: Sören Persson |

| 2 maja 2009 | Czechy | 8:0 | Słowacja | Eishalle Schluefweg, Kloten |

| Szczegóły      | Szczegóły | Szczegóły       | Szczegóły | Szczegóły                                                                 |
| -------------- | --- | --------------- | --------- | ------------------------------------------------------------------------- |
| Godzina: 16:15 | J. Jágr 06:35 (EQ) J. Jágr 09:08 (EQ) M. Blaťák 12:48 (PP) R. Červenka 15:25 (EQ) A. Kotalík 25:07 (EQ) R. Červenka 29:08 (EQ) M. Michálek 30:12 (EQ) P. Eliáš 38:14 (EQ) | (4:0, 4:0, 0:0) |           | Widzów: 5165 Sędzia główny: Brent Reiber Sędziowie liniowi: Thomas Sterns |

| 2 maja 2009 | Finlandia | 1:2 pk. | Białoruś | Eishalle Schluefweg, Kloten |

| Szczegóły      | Szczegóły  | Szczegóły                 | Szczegóły                                       | Szczegóły                                                                      |
| -------------- | ---------- | ------------------------- | ----------------------------------------------- | ------------------------------------------------------------------------------ |
| Godzina: 20:15 | J. Niskala | (0:1, 1:0, 0:0, 0:0, 0:1) | 00:05 (EQ) S. Diemagin 65:00 (PS) A. Antonienka | Widzów: 5621 Sędzia główny: Danny Kurmann Sędziowie liniowi: Marcus Vinnerborg |

| 3 maja 2009 | Norwegia | 1:5 | Kanada | Eishalle Schluefweg, Kloten |

| Szczegóły      | Szczegóły                      | Szczegóły       | Szczegóły | Szczegóły                                                                |
| -------------- | ------------------------------ | --------------- | --- | ------------------------------------------------------------------------ |
| Godzina: 16:15 | M. Zuccarello Aasen 12:53 (PP) | (1:3, 0:2, 0:0) | 04:40 (PP) M. Lombardi 17:08 (EQ) D. Hamhuis 18:03 (EQ) S. Stamkos 20:37 (EQ) J. Spezza 32:07 (EQ) D. Doughty | Widzów: 4023 Sędzia główny: Rick Looker Sędziowie liniowi: Sören Persson |

| 3 maja 2009 | Białoruś | 0:3 | Czechy | Eishalle Schluefweg, Kloten |

| Szczegóły      | Szczegóły | Szczegóły       | Szczegóły                                                       | Szczegóły                                                                      |
| -------------- | --------- | --------------- | --------------------------------------------------------------- | ------------------------------------------------------------------------------ |
| Godzina: 20:15 |           | (0:0, 0:2, 0:1) | 30:02 (SH) P. Čajánek 39:03 (PP) P. Eliáš 55:52 (EQ) P. Čajánek | Widzów: 3495 Sędzia główny: Danny Kurmann Sędziowie liniowi: Daniel Piechaczek |

| 4 maja 2009 | Słowacja | 3:2 pd. | Norwegia | Eishalle Schluefweg, Kloten |

| Szczegóły      | Szczegóły                                                    | Szczegóły            | Szczegóły                                      | Szczegóły                                                                 |
| -------------- | ------------------------------------------------------------ | -------------------- | ---------------------------------------------- | ------------------------------------------------------------------------- |
| Godzina: 16:15 | Š. Ružička 07:22 (PP) P. Smrek 09:09 (PP) L. Nagy 62:07 (PP) | (2:0, 0:1, 0:1, 1:0) | 27:21 (PP) A. Bastiansen 45:27 (PP) L. E. Lund | Widzów: 2901 Sędzia główny: Rafael Kadyrow Sędziowie liniowi: Rick Looker |

| 4 maja 2009 | Kanada | 3:4 pk. | Finlandia | Eishalle Schluefweg, Kloten |

| Szczegóły      | Szczegóły                                                        | Szczegóły                 | Szczegóły                                                                               | Szczegóły                                                                           |
| -------------- | ---------------------------------------------------------------- | ------------------------- | --------------------------------------------------------------------------------------- | ----------------------------------------------------------------------------------- |
| Godzina: 20:15 | J. Spezza 15:02 (PP) D. Heatley 38:16 (PP) D. Heatley 49:20 (PP) | (1:2, 1:1, 1:0, 0:0, 0:1) | 04:02 (EQ) T. Pihlman 07:54 (EQ) A. Salmela 37;22 (PP) N. Kapanen 65:00 (PS) H. Hyvönen | Widzów: 5970 Sędzia główny: Wiaczesław Bułanow Sędziowie liniowi: Marcus Vinnerborg |

Tabela
Lp. = lokata, M = liczba rozegranych spotkań, W = Wygrane, WpD = Wygrane po dogrywce lub karnych, PpD = Porażki po dogrywce lub karnych, P = Porażki, G+ = Gole strzelone, G- = Gole stracone, Pkt = Liczba zdobytych punktów
| Lp. | Zespół    | M | Pkt | W | WpD | PpD | P | G + | G - | +/- |
| --- | --------- | - | --- | - | --- | --- | - | --- | --- | --- |
| 1   | Kanada    | 5 | 13  | 4 | 0   | 1   | 0 | 26  | 10  | +16 |
| 2   | Finlandia | 5 | 11  | 2 | 2   | 1   | 0 | 16  | 9   | +7  |
| 3   | Czechy    | 5 | 9   | 3 | 0   | 0   | 2 | 20  | 11  | +9  |
| 4   | Białoruś  | 5 | 6   | 0 | 3   | 0   | 2 | 8   | 13  | -5  |
| 5   | Słowacja  | 5 | 4   | 0 | 1   | 2   | 2 | 8   | 21  | -13 |
| 6   | Norwegia  | 5 | 2   | 0 | 0   | 2   | 3 | 7   | 21  | -14 |

## Walka o utrzymanie

### Grupa G
Wyniki
| 1 maja 2009 | Niemcy | 1:3 | Dania | PostFinance Arena, Berno |

| Szczegóły      | Szczegóły              | Szczegóły       | Szczegóły                                                    | Szczegóły                                                                    |
| -------------- | ---------------------- | --------------- | ------------------------------------------------------------ | ---------------------------------------------------------------------------- |
| Godzina: 16:15 | C. Schubert 13:23 (EQ) | (1:1, 0:0, 0:2) | 10:27 (EQ) M. Bødker 49:52 (EQ) P. Regin 53:27 (PP) N. Hardt | Widzów: 4241 Sędzia główny: Peter Ország Sędziowie liniowi: Vladimír Šindler |

| 1 maja 2009 | Austria | 6:0 | Węgry | Eishalle Schluefweg, Kloten |

| Szczegóły      | Szczegóły | Szczegóły       | Szczegóły | Szczegóły                                                                    |
| -------------- | --- | --------------- | --------- | ---------------------------------------------------------------------------- |
| Godzina: 16:15 | T. Koch 19:13 (EQ) T. Koch 20:43 (EQ) O. Setzinger 23:56 (PP) T. Vanek 33:27 (PP) T. Koch 58:48 (PP) R. Kaspitz 59:36 (EQ) | (1:0, 3:0, 2:0) |           | Widzów: 4042 Sędzia główny: Rick Looker Sędziowie liniowi: Jyri Petteri Ronn |

| 3 maja 2009 | Niemcy | 0:1 | Austria | PostFinance Arena, Berno |

| Szczegóły      | Szczegóły | Szczegóły       | Szczegóły          | Szczegóły                                                                          |
| -------------- | --------- | --------------- | ------------------ | ---------------------------------------------------------------------------------- |
| Godzina: 12:15 |           | (0:0, 0:1, 0:0) | 27:41 (EQ) T. Koch | Widzów: 3828 Sędzia główny: Vladimír Baluška Sędziowie liniowi: Wiaczesław Bułanow |

| 3 maja 2009 | Węgry | 1:5 | Dania | Eishalle Schluefweg, Kloten |

| Szczegóły      | Szczegóły               | Szczegóły       | Szczegóły                                                                                                  | Szczegóły                                                                   |
| -------------- | ----------------------- | --------------- | --- | --------------------------------------------------------------------------- |
| Godzina: 12:15 | K. Palkovics 15:10 (EQ) | (1:0, 0:2, 0:3) | 28:34 (PP) K. Staal 38:35 (EQ) M. Christensen 48:25 (PP) M. Green 52:48 (EQ) M. Madsen 55:19 (PP) N. Hardt | Widzów: 3672 Sędzia główny: Rafael Kadyrow Sędziowie liniowi: Derek Zalaski |

| 4 maja 2009 | Węgry | 1:2 | Niemcy | PostFinance Arena, Berno |

| Szczegóły      | Szczegóły             | Szczegóły       | Szczegóły                                | Szczegóły                                                               |
| -------------- | --------------------- | --------------- | ---------------------------------------- | ----------------------------------------------------------------------- |
| Godzina: 12:15 | A. Horváth 17:09 (PP) | (1:1, 0:1, 0:0) | 03:11 (PP) M. Müller 33:23 (PP) M. Bakos | Widzów: 3497 Sędzia główny: Ole Hansen Sędziowie liniowi: Thomas Sterns |

| 4 maja 2009 | Dania | 5:2 | Austria | Eishalle Schluefweg, Kloten |

| Szczegóły      | Szczegóły | Szczegóły       | Szczegóły                                     | Szczegóły                                                                  |
| -------------- | --- | --------------- | --------------------------------------------- | -------------------------------------------------------------------------- |
| Godzina: 12:15 | J. Jakobsen 15:14 (EQ) M. Bødker 27:51 (SH) M. Christensen 45:46 (EQ) K. Degn 51:10 (EQ) M. Bødker 59:23 (EN) | (1:2, 1:0, 3:0) | 00:48 (EQ) R. Kaspitz 02:30 (SH) O. Setzinger | Widzów: 2798 Sędzia główny: Sami Partanen Sędziowie liniowi: Sören Persson |

Tabela
Lp. = lokata, M = liczba rozegranych spotkań, W = Wygrane, WpD = Wygrane po dogrywce lub karnych, PpD = Porażki po dogrywce lub karnych, P = Porażki, G+ = Gole strzelone, G- = Gole stracone, Pkt = Liczba zdobytych punktów
| Lp. | Zespół  | M | Pkt | W | WpD | PpD | P | G + | G - | +/- |
| --- | ------- | - | --- | - | --- | --- | - | --- | --- | --- |
| 1   | Dania   | 3 | 9   | 3 | 0   | 0   | 0 | 13  | 4   | +9  |
| 2   | Austria | 3 | 6   | 2 | 0   | 0   | 1 | 9   | 5   | +4  |
| 3   | Niemcy  | 3 | 3   | 1 | 0   | 0   | 2 | 3   | 5   | -2  |
| 4   | Węgry   | 3 | 0   | 0 | 0   | 0   | 3 | 2   | 13  | -11 |

Niemcy, jako gospodarz Mistrzostwa Świata 2010, nie mogą spaść z Elity. W Mistrzostwach Świata I Dywizji 2010 zamiast Niemiec zagra druga drużyna grupy spadkowej.

## Faza pucharowa
|  |                     |              |                     |                     |   |           |                      |                      |                      |                      |                   |       |       |
|  | Ćwierćfinały        | Ćwierćfinały | Ćwierćfinały        |                     |   | Półfinały | Półfinały            | Półfinały            |                      |                      | Finał             | Finał | Finał |
|  | Ćwierćfinały        | Ćwierćfinały | Ćwierćfinały        |                     |   | Półfinały | Półfinały            | Półfinały            |                      |                      | Finał             | Finał | Finał |
|  | 6 maja 2009 – Berno |              |                     |                     |   |           |                      |                      |                      |                      |                   |       |       |
|  |                     |              |                     |                     |   |           |                      |                      |                      |                      |                   |       |       |
|  | Rosja               | Rosja        | 4                   |                     |   |           |                      |                      |                      |                      |                   |       |       |
|  | Rosja               | Rosja        | 4                   | 8 maja 2009 – Berno |   |           |                      |                      |                      |                      |                   |       |       |
|  | Białoruś            | Białoruś     | 3                   |                     |   |           |                      |                      |                      |                      |                   |       |       |
|  | Białoruś            | Białoruś     | 3                   |                     |   | Rosja     | Rosja                | 3                    |                      |                      |                   |       |       |
|  | 6 maja 2009 – Berno |              |                     |                     |   | Rosja     | Rosja                | 3                    |                      |                      |                   |       |       |
|  |                     |              | USA                 | USA                 | 2 |           |                      |                      |                      |                      |                   |       |       |
|  | Finlandia           | Finlandia    | USA                 | USA                 | 2 | 2         |                      |                      |                      |                      |                   |       |       |
|  | Finlandia           | Finlandia    |                     |                     |   | 2         | 10 maja 2009 – Berno |                      |                      |                      |                   |       |       |
|  | USA                 | USA          | 3                   |                     |   |           |                      |                      |                      |                      |                   |       |       |
|  | USA                 | USA          | 3                   |                     |   | Rosja     | Rosja                | 2                    |                      |                      |                   |       |       |
|  | 7 maja 2009 – Berno |              |                     |                     |   | Rosja     | Rosja                | 2                    |                      |                      |                   |       |       |
|  |                     |              | Kanada              | Kanada              | 1 |           |                      |                      |                      |                      |                   |       |       |
|  | Kanada              | Kanada       | Kanada              | Kanada              | 1 | 4         |                      |                      |                      |                      |                   |       |       |
|  | Kanada              | Kanada       | 8 maja 2009 – Berno |                     |   | 4         |                      |                      |                      |                      |                   |       |       |
|  | Łotwa               | Łotwa        | 2                   |                     |   |           |                      |                      |                      |                      |                   |       |       |
|  | Łotwa               | Łotwa        | 2                   |                     |   | Kanada    | Kanada               | 3                    | Mecz o 3. miejsce    | Mecz o 3. miejsce    | Mecz o 3. miejsce |       |       |
|  | 7 maja 2009 – Berno |              |                     |                     |   | Kanada    | Kanada               | 3                    | Mecz o 3. miejsce    | Mecz o 3. miejsce    | Mecz o 3. miejsce |       |       |
|  |                     |              | Szwecja             | Szwecja             | 1 |           |                      | 10 maja 2009 – Berno | 10 maja 2009 – Berno | 10 maja 2009 – Berno |                   |       |       |
|  | Szwecja             | Szwecja      | Szwecja             | Szwecja             | 1 | 3         |                      | 10 maja 2009 – Berno | 10 maja 2009 – Berno | 10 maja 2009 – Berno |                   |       |       |
|  | Szwecja             | Szwecja      |                     |                     |   |           |                      | Szwecja              | Szwecja              | 4                    |                   |       |       |
|  | Czechy              | Czechy       | 1                   |                     |   |           |                      |                      | Szwecja              | 4                    |                   |       |       |
|  | Czechy              | Czechy       | 1                   |                     |   |           |                      | USA                  | USA                  | 2                    |                   |       |       |
|  |                     |              |                     |                     |   |           |                      |                      | USA                  | 2                    |                   |       |       |

### Ćwierćfinały
| 6 maja 2009 | Rosja | 4:3 | Białoruś | PostFinance Arena, Berno |

| Szczegóły      | Szczegóły                                                                                  | Szczegóły       | Szczegóły                                                         | Szczegóły                                                                      |
| -------------- | ------------------------------------------------------------------------------------------ | --------------- | ----------------------------------------------------------------- | ------------------------------------------------------------------------------ |
| Godzina: 16:15 | W. Proszkin 25:18 (EQ) W. Atiuszow 36:39 (EQ) A. Frołow 37:02 (EQ) I. Kowalczuk 47:22 (EQ) | (0:0, 3:3, 1:0) | 22:39 (PP) K. Kalcou 33:52 (EQ) A. Antonienka 39:22 (PP) R. Salej | Widzów: 8337 Sędzia główny: Jyri Petteri Ronn Sędziowie liniowi: Derek Zalaski |

| 6 maja 2009 | Finlandia | 2:3 | Stany Zjednoczone | PostFinance Arena, Berno |

| Szczegóły      | Szczegóły                                   | Szczegóły       | Szczegóły                                                     | Szczegóły                                                                     |
| -------------- | ------------------------------------------- | --------------- | ------------------------------------------------------------- | ----------------------------------------------------------------------------- |
| Godzina: 20:15 | N. Kapanen 20:57 (PP) H. Hyvönen 37:50 (EQ) | (0:0, 2:3, 0:0) | 30:31 (PP) D. Brown 32:11 (EQ) T.J. Oshie 34:19 (EQ) R. Suter | Widzów: 9334 Sędzia główny: Daniel Piechaczek Sędziowie liniowi: Brent Reiber |

| 7 maja 2009 | Kanada | 4:2 | Łotwa | PostFinance Arena, Berno |

| Szczegóły      | Szczegóły                                                                                | Szczegóły       | Szczegóły                                     | Szczegóły                                                                 |
| -------------- | ---------------------------------------------------------------------------------------- | --------------- | --------------------------------------------- | ------------------------------------------------------------------------- |
| Godzina: 16:15 | D. Heatley 26:37 (EQ) D. Hamhuis 34:03 (PP) S. Stamkos 37:47 (PP) M. Lombardi 43:07 (EQ) | (0:0, 3:1, 1:1) | 37:30 (SH) G. Galviņš 41:27 (EQ) H. Vasiļjevs | Widzów: 8042 Sędzia główny: Danny Kurmann Sędziowie liniowi: Peter Ország |

| 7 maja 2009 | Szwecja | 3:1 | Czechy | PostFinance Arena, Berno |

| Szczegóły      | Szczegóły                                                             | Szczegóły       | Szczegóły             | Szczegóły                                                                 |
| -------------- | --------------------------------------------------------------------- | --------------- | --------------------- | ------------------------------------------------------------------------- |
| Godzina: 20:15 | M. Weinhandl 23:53 (PP) D. Tärnström 38:49 (PP) K. Jönsson 57:46 (EQ) | (0:0, 2:0, 1:1) | 48:48 (SH) P. Čajánek | Widzów: 10415 Sędzia główny: Rick Looker Sędziowie liniowi: Thomas Sterns |

### Półfinały
| 8 maja 2009 | Rosja | 3:2 | Stany Zjednoczone | PostFinance Arena, Berno |

| Szczegóły      | Szczegóły                                                            | Szczegóły       | Szczegóły                                | Szczegóły                                                                      |
| -------------- | -------------------------------------------------------------------- | --------------- | ---------------------------------------- | ------------------------------------------------------------------------------ |
| Godzina: 16:15 | I. Kowalczuk 31:20 (EQ) A. Frołow 34:25 (EQ) K. Gorowikow 58:13 (PP) | (0:0, 2:2, 1:0) | 23:46 (EQ) D. Brown 38:03 (EQ) K. Okposo | Widzów: 11057 Sędzia główny: Brent Reiber Sędziowie liniowi: Marcus Vinnerborg |

| 8 maja 2009 | Kanada | 3:1 | Szwecja | PostFinance Arena, Berno |

| Szczegóły      | Szczegóły                                                 | Szczegóły       | Szczegóły              | Szczegóły                                                                        |
| -------------- | --------------------------------------------------------- | --------------- | ---------------------- | -------------------------------------------------------------------------------- |
| Godzina: 20:15 | D. Roy 06:51 (EQ) S. Horcoff 29:53 (EQ) D. Roy 30:38 (PP) | (1:0, 2:0, 0:1) | 46:14 (EQ) L. Eriksson | Widzów: 11477 Sędzia główny: Wiaczesław Bułanow Sędziowie liniowi: Danny Kurmann |

### Mecz o 3 miejsce
| 10 maja 2009 | Szwecja | 4:2 | Stany Zjednoczone | PostFinance Arena, Berno |

| Szczegóły      | Szczegóły                                                                                    | Szczegóły       | Szczegóły                                    | Szczegóły                                                                   |
| -------------- | -------------------------------------------------------------------------------------------- | --------------- | -------------------------------------------- | --------------------------------------------------------------------------- |
| Godzina: 16:00 | L. Eriksson 33:24 (PP) T. Mårtensson 35:57 (PP) C. Gunnarsson 49:00 (PP) J. Oduya 59:59 (EN) | (0:0, 2:1, 2:1) | 25:14 (PP) J. Johnson 42:15 (EQ) J. Pavelski | Widzów: 11249 Sędzia główny: Rafael Kadyrow Sędziowie liniowi: Brent Reiber |

### Finał
| 10 maja 2009 | Rosja | 2:1 | Kanada | PostFinance Arena, Berno |

| Szczegóły      | Szczegóły                                    | Szczegóły       | Szczegóły            | Szczegóły                                                                      |
| -------------- | -------------------------------------------- | --------------- | -------------------- | ------------------------------------------------------------------------------ |
| Godzina: 20:30 | O. Saprykin 12:59 (PP) A. Radułow 34:30 (EQ) | (1:1, 1:0, 0:0) | 05:37 (EQ) J. Spezza | Widzów: 11454 Sędzia główny: Peter Orszag Sędziowie liniowi: Jyri Petteri Ronn |

## Statystyki
- Klasyfikacja strzelców:

1. Niko Kapanen - 7 goli
2. Jason Spezza - 7 goli
3. Steven Stamkos - 7 goli
4. Dany Heatley - 6 goli
5. Petr Čajánek - 5 goli

- Klasyfikacja asystentów:

1. Martin St. Louis - 11 asyst
2. Ilja Kowalczuk - 9 asyst
3. Tony Mårtensson - 9 asyst
4. John Michael Liles - 8 asyst
5. Linus Omark - 8 asyst

- Klasyfikacja kanadyjska:

1. Martin St. Louis - 15 punktów
2. Ilja Kowalczuk - 14 punktów
3. Mattias Weinhandl - 12 punktów
4. Shea Weber - 12 punktów
5. Jason Spezza - 11 punktów

- Klasyfikacja +/-:  Kenny Jonsson - +13
- Klasyfikacja skuteczności interwencji bramkarzy:  Chris Mason - 96,49%
- Klasyfikacja średniej goli straconych na mecz bramkarzy:  Chris Mason - 1,00

## Nagrody
Dyrektoriat turnieju wybrał trójkę najlepszych zawodników, po jednej na każdej pozycji:
- Bramkarz:  Andriej Miezin
- Obrońca:  Shea Weber
- Napastnik:  Ilja Kowalczuk
- Najbardziej Wartościowy Zawodnik (MVP):  Ilja Kowalczuk

Skład gwiazd wybrany przez dziennikarzy:
- Bramkarz:  Jewgienij Nabokow
- Obrońcy:  Shea Weber,  Kenny Jonsson
- Napastnicy:  Ilja Kowalczuk,  Martin St. Louis,  Steven Stamkos